# Paranaguá
Paranaguá – miasto w południowej Brazylii, nad Oceanem Atlantyckim, w stanie Parana.
Paranaguá została założona w 1648 roku i jest najstarszym miastem stanu Paraná. Odległość od stolicy stanu Paraná, Kurytyby, wynosi 91 km.
Liczba mieszkańców: 147 934 (2004). Według IBGE (Brazylijskiego Instytutu Geografii i Statystyki) spis w 2010 roku wykazał 140 469 mieszkańców.
W mieście znajduje się ośrodek przemysłu drzewnego oraz spożywczego. W mieście ma również siedzibę klub piłkarski Rio Branco Sport Club.